# John Mikaelsson
John Frederik Mikaelsson, né le 6 décembre 1913 à Kristinehamn et mort le 16 juin 1987 dans le comté de Placer, en Californie, est un athlète suédois spécialiste de la marche athlétique.
Vainqueur des Championnats d'Europe de 1946 d'Oslo devant le Suisse Fritz Schwab, il remporte le titre du 10 km marche lors des Jeux olympiques d'été de 1948 à Londres, avec un nouveau record olympique dans les séries. Il signe le deuxième succès suédois dans les épreuves de marche après la médaille d'or de son compatriote John Ljunggren sur 50 km. Il se classe troisième des Championnats d'Europe de 1950, puis conserve deux ans plus tard son titre olympique du 10 km lors des Jeux d'Helsinki où il établit un nouveau record olympique en 45 min 02 s 8.
Son record personnel sur 10 km marche est de 42 min 52 s 4 obtenu en 1945.

## Palmarès
| Date | Compétition           | Lieu      | Résultat | Discipline |
| ---- | --------------------- | --------- | -------- | ---------- |
| 1946 | Championnats d'Europe | Oslo      | 1er      | 10 000 m   |
| 1948 | Jeux olympiques       | Londres   | 1er      | 10 km      |
| 1950 | Championnats d'Europe | Bruxelles | 3e       | 10 km      |
| 1952 | Jeux olympiques       | Londres   | 1er      | 10 km      |